# Берлингероде
Берлингероде (њем. Berlingerode) општина је у њемачкој савезној држави Тирингија. Једно је од 89 општинских средишта округа Ајхсфелд. Према процјени из 2010. у општини је живјело 1.262 становника. Посједује регионалну шифру (AGS) 16061003.

## Географски и демографски подаци
Берлингероде се налази у савезној држави Тирингија у округу Ајхсфелд. Општина се налази на надморској висини од 226 метара. Површина општине износи 11,7 km². У самом мјесту је, према процјени из 2010. године, живјело 1.262 становника. Просјечна густина становништва износи 108 становника/km².

## Међународна сарадња
| Мјесто | Држава   | Врста сарадње | Од    |
| ------ | -------- | ------------- | ----- |
|        | Словачка | партнерство   | 2001. |
|        | Словачка | партнерство   | 1999. |
| Извор  |          |               |       |